# Michel Ripoche
Michel Ripoche  (* 1953; † 9. Januar 2024) war ein französischer Fusion- und Jazzmusiker (Geige, Komposition, auch Saxophon, Posaune).
Michel Ripoche war Mitglied der Jazzrock-Band Zoo, der Fusion/Klezmer-Band Mish Mash (Musique Slave et Klezmer) und des Utopic Sporadic Orchestra. Unter eigenem Namen spielte er in den 1970er- und 80er-Jahren Alben bei Atlantic, Spalax und Musique-Image ein, Equinoxe (1975), Contes Musicaux (1977, Michel Ripoche & André Demay), Volupta (1981), Casino (1986, u. a. mit Olivier Hutman) und Prélude (1987). Im Bereich des Jazz war er laut Tom Lord zwischen 1970 und 1979 an sieben Aufnahmesessions beteiligt, auch mit der Formation Speed Limit (u. a. mit Yochk’o Seffer), Michel Haumont (Reves Eveilles) und Claude Barthélemy (Jaune et Encore).